# Half Moon Run
Half Moon Run ist eine kanadische Indie-Rock-Band aus Montreal.

## Geschichte
Half Moon Run wurde im Jahr 2010 in Montreal, Kanada, gegründet. Dylan Phillips und Conner Molander wuchsen auf Vancouver Island auf und kannten sich schon in jungen Jahren. Sie zogen später gemeinsam nach Montreal um, wo sie gemeinsam Musik machten. Durch eine Suchanzeige stieß Devon Portielje hinzu, welcher aus Ottawa nach Montreal gezogen war. In den anschließenden Jamsessions wuchs die Band zusammen und veröffentlichte am 27. März 2012 ihr Debütalbum Dark Eyes, welches bei dem Label Indica Records erschien. Die Single-Auskopplungen Full Circle, Call Me in the Afternoon und She Wants to Know erschienen in den Jahren 2012, 2013 und 2014. Es folgte eine Tour durch Europa, Australien und Nordamerika.
Am 7. August 2015 verkündete Half Moon Run, dass ihr zweites Album Sun Leads Me On erscheinen wird. Mit der Ankündigung wurde die erste Single Trust des neuen Albums veröffentlicht. Nach der zweiten Single Turn Your Love erschien schließlich am 23. Oktober 2015 ihr zweites Album Sun Leads Me On, welches Platz 4 in den kanadischen und Platz 46 in den englischen Charts erreichte. Im Jahr 2016 folgte eine erneute Tour durch Europa und Nordamerika.
Fast vier Jahre vergingen, ehe Half Moon Run ihr drittes Album ankündigte. A Blemish In The Great Light erscheint am 1. November 2019, Sänger Dylan Philipps sagt darüber: „Das Album hat immer noch den Sound, den die Leute von uns erwarten, allerdings mit ein paar neuen Elementen.“ Vorab veröffentlichte die Band die Singles Then Again, Flesh And Blood und Favourite Boy. Das Album wurde bei den Juno Awards 2020 als „Adult Alternative Album of the Year“ ausgezeichnet.
Im Juli 2020 veröffentlichte Half Moon Run die EP Seasons of Change. Die sechs Songs der EP entstanden während den Aufnahmen zu A Blemish In The Great Light, wurden aber bewusst davon getrennt und erst jetzt veröffentlicht, so Devon Portielje.
Nach der EP verließ Isaac Symonds die Band. Daraufhin stellten sich die restlichen Bandmitglieder die Frage, wie es in Zukunft weitergehen soll, da sich nach den bisherigen Veröffentlichungen Müdigkeit breit machte. Darauf beschlossen die drei verbliebenen Bandmitglieder Portielje, Phillips und Molander, dass sie zur musikalischen Einfachheit ihres anfänglichen Albums Dark Eyes zurückkehren möchten. In ihrem eigenen Studio nahmen sie dann ihre EP Inwards & Onwards auf, die schließlich im Juni 2021 erschien.

## Diskografie

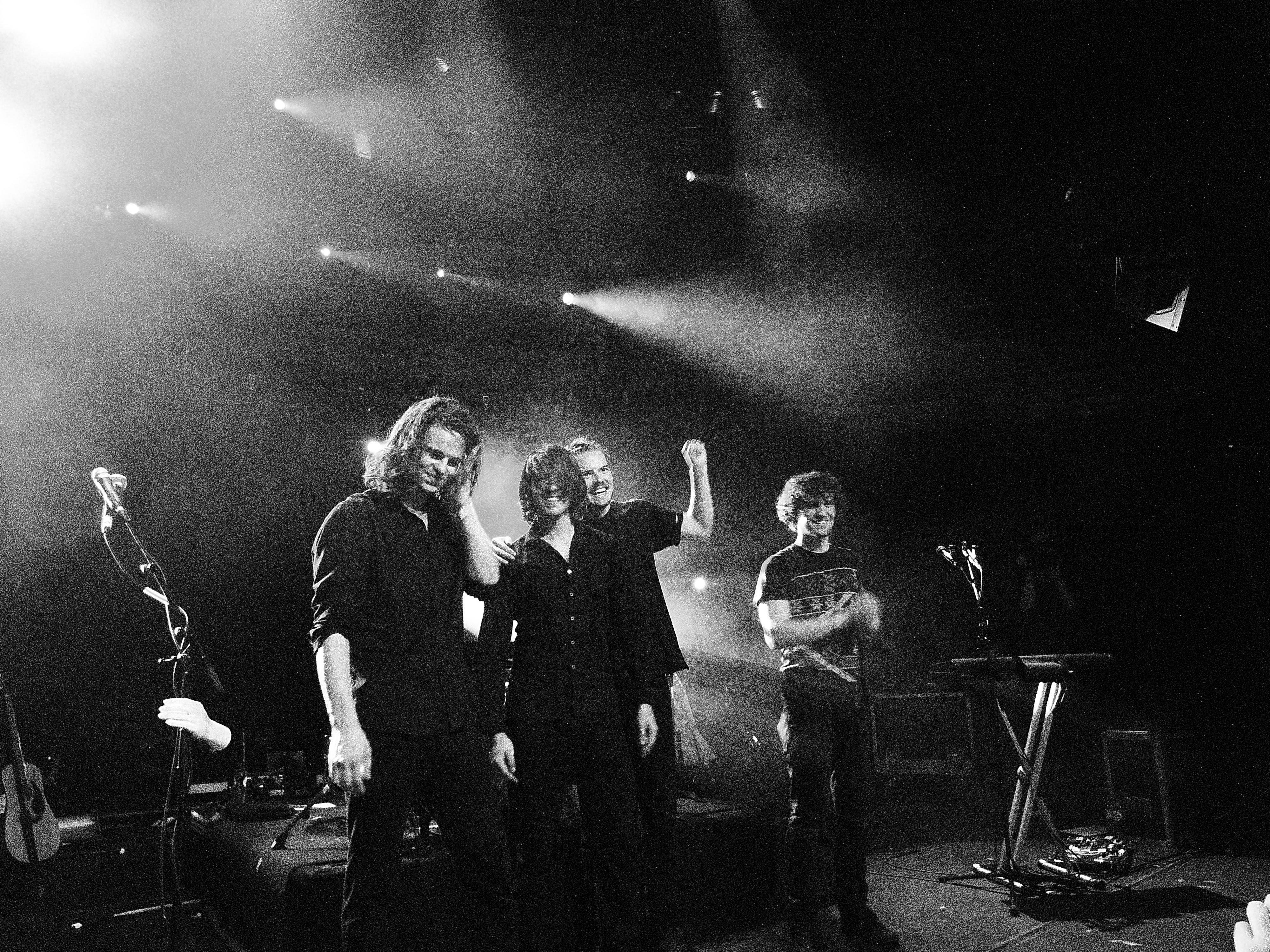
Half Moon Run (2013)

### Alben
| Jahr | Titel                        | Höchstplatzierung, Gesamtwochen, AuszeichnungChartplatzierungen (Jahr, Titel, Platzierungen, Wochen, Auszeichnungen, Anmerkungen) | Höchstplatzierung, Gesamtwochen, AuszeichnungChartplatzierungen (Jahr, Titel, Platzierungen, Wochen, Auszeichnungen, Anmerkungen) | Anmerkungen |
| Jahr | Titel                        | CA | UK | Anmerkungen |
| ---- | ---------------------------- | --- | --- | ----------- |
| 2012 | Dark Eyes                    | CA8 Platin · (1 Wo.)CA | UK56 (4 Wo.)UK |             |
| 2015 | Sun Leads Me On              | CA4 Gold · (3 Wo.)CA | UK46 (1 Wo.)UK |             |
| 2019 | A Blemish in the Great Light | CA1 (2 Wo.)CA | — |             |
| 2020 | Seasons of Change            | CA2 (1 Wo.)CA | — | EP          |
| 2021 | Inwards & Onwards            | CA—CA | — | EP          |

### Singles
- 2015: Turn Your Love (CA: Gold)
- 2021: Grow into Love